# Rundfjällig spjutfisk
Rundfjällig spjutfisk         (Tetrapturus georgii) är en fiskart som beskrevs av Lowe, 1841. Rundfjällig spjutfisk         ingår i släktet Tetrapturus och familjen Istiophoridae. IUCN kategoriserar arten globalt som otillräckligt studerad. Inga underarter finns listade i Catalogue of Life.